# Заустье
Заустье — деревня в Дубровском районе Брянской области, в составе Алешинского сельского поселения. Расположена в 9 км к западу от деревни Жуково, в 15 км к юго-западу от пгт Дубровка. Население — 18 человек (2010).

## История
Впервые упоминается в XVIII веке; бывшее владение Глотовых, Галагановых и других. Входила в приход села Нижеровки (с 1856). С 1861 по 1924 в Алешинской волости Брянского (с 1921 — Бежицкого) уезда; позднее в Дубровской волости, Дубровском районе (с 1929). До 1969 — центр Заустьенского сельсовета; в 1969—1992 — в Серпеевском сельсовете.